# EDV-Techniker
Der EDV-Techniker, auch Kommunikationstechniker genannt, ist in Österreich ein dreieinhalbjähriger Lehrberuf im Bereich der Informationstechnik. Üblicherweise befähigt diese Ausbildung zur Ausübung der Aufgaben eines Systemadministrators.
Der EDV-Techniker erlernt das Lesen und Anwenden von technischen Unterlagen, das Beschaffen, Aufstellen und Inbetriebnehmen (Installieren, Anschließen, Konfigurieren, Optimieren und Prüfen) von Geräten und Netzwerken und der erforderlichen elektronischen Datenverarbeitungssoftware. Auch wird das Auffinden, Eingrenzen, Analysieren und Beheben von Fehlern und Anwenderproblemen, sowie das Einrichten und Betreuen von Einzelarbeitsplätzen und Netzwerkarbeitsplätzen in der EDV gelehrt.
Ausbildungsberechtigt sind Betriebe im Bereich der EDV-Technik, die für den Lehrbeauftragten erforderlichen Fachkenntnisse nach Berufsausbildungsgesetz beschränken sich auf eine einschlägige Lehrausbildung und 2 Jahre Praxis bzw. fünf Jahre einschlägige Berufspraxis.